# 宝墨园
宝墨园位于中国广州市番禺区沙湾镇紫坭村，是一个以岭南园林为特色的主题公园，内有宝墨堂、聚宝阁、观景楼、赵泰来藏品馆、紫洞舫、龙图馆、列入上海大世界基尼斯之最的瓷塑浮雕《清明上河图》、巨型砖雕《吐艳和鸣壁》等景点。

## 历史

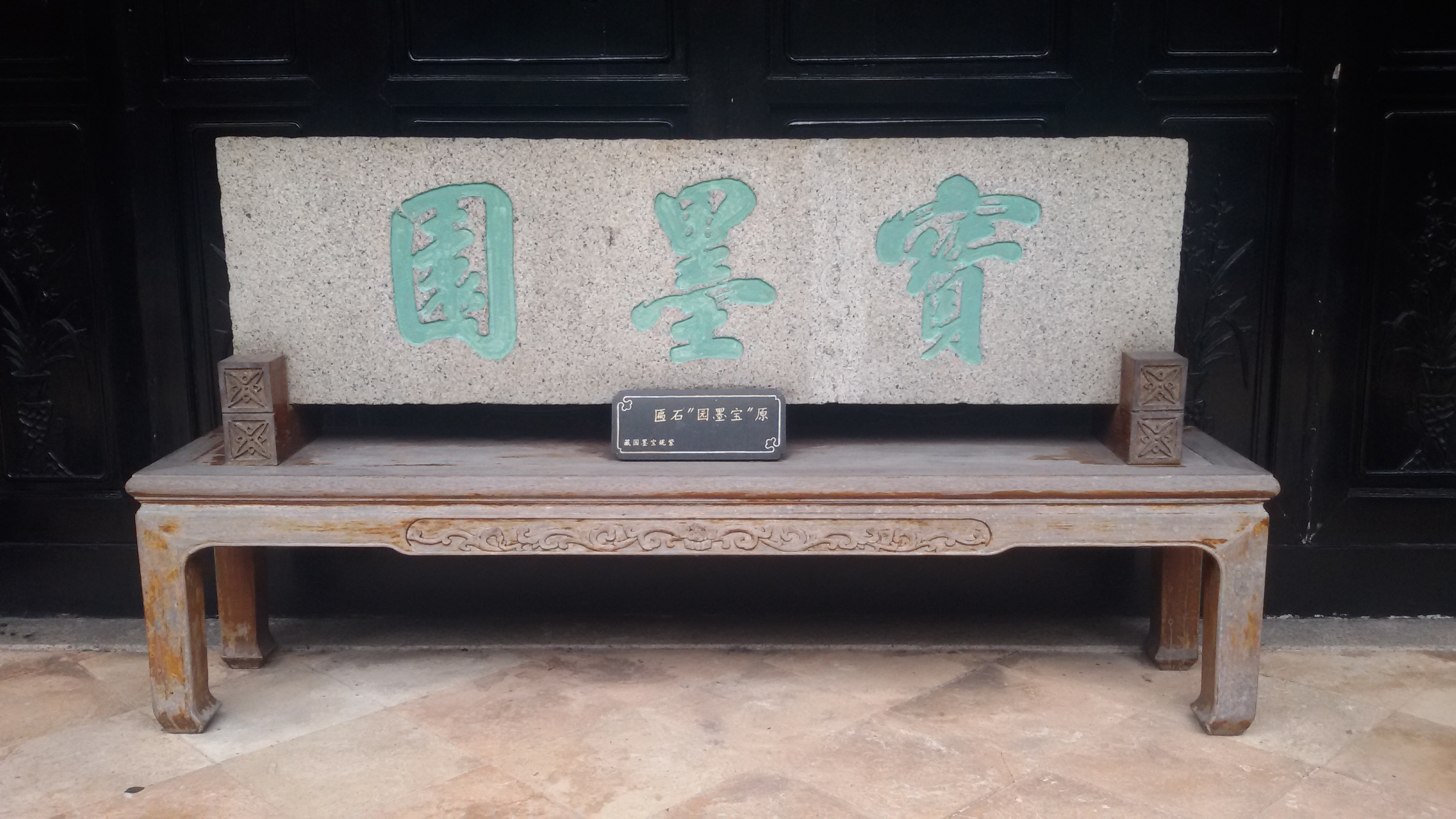
清代“宝墨园”匾

宝墨园前身为始建于清代嘉庆年间的包相府庙，是奉祀北宋名臣、龙图阁大学士包拯的地方。清末，紫坭村村民在周围种树挖塘建假山，占地五亩，发展为这一带最早的公园。1950年代之后，宝墨园因破四旧被毁。1995年重建，1996年，占地5亩的第一期工程建成，在社会各界纷纷捐赠建造资金下，历经四期大规模扩建，占地共168亩，总投资约2.5亿元人民币。

## 影视作品
在宝墨园取景的影视作品包括《末代御医》等。